# Пилар (Парагвай)
Пилар (исп. Pilar) — город в Парагвае, административная столица департамента Ньеэмбуку. Расположен на юго-западе государства, на восточном берегу реки Парагвай на расстоянии около 358 км (222 миль) от столицы г. Асунсьона.

## История
Основан португальцем Педро Мело в 1779 году и первоначально был известен как Вилла дель Ньеэмбуку (Villa del Ñeembucú). Через 4 года был переименован испанским священником Марком Антонио Улиамбе в Вилла дель Пилар, в честь одной из святынь католической церкви — базилики Nuestra Señora del Pilar (Богоматери на колонне).
В Пиларе согласно переписи 2008 года проживало 28716 жителей.
В городе имеется речной порт, ряд предприятий по переработке сельскохозяйственной продукции, выращенной на плодородных почвах между р. Парагваем и р. Парана, а также текстильные фабрики, лесопилка и предприятия ликероводочной промышленности.